# 娘心
《娘心》，當代情感劇，2012年9月11日開拍，2012年12月殺青，2013年6月18日首播。

## 播出時間
- 2013年6月18日 江苏城市频道
- 2013年8月22日至9月19日 广东珠江频道

## 劇情概要
清末民初，小孤女小玉為報答恩公李玉卿临终前的承诺，小玉化名彩霞进入王家，时光荏苒，彩霞和王天成长大成人，结为伉俪，并生下两个女儿，却受到以蔡招弟为首的蔡氏家族的种种嫉恨和打击，但彩霞始终牢记昔日对李玉卿的承诺，相夫教子，侍奉公公王世鸿.......

## 演員
- 马雅舒 飾 小玉/彩霞
- 宗峰岩 飾 王世鸿
- 任天野 飾 阿荣/阿忠
- 符荷晴 飾 蔡招弟
- 任学海 飾 王添财
- 吴雨桦 飾 王天宝
- 张科妍 飾 王天晟
- 吴　磊 飾 王明辉/王天成(童年)
- 朱俞硕 飾 王明珠